# Johannes Block
Johannes Block, nemški general, * 17. november 1894, † 26. januar 1945.